# せ

En la escritura japonesa, los caracteres silábicos (o, con más propiedad, moraicos) せ (hiragana) y セ (katakana) ocupan el 14.º lugar en el sistema moderno de ordenación alfabética gojūon (五十音), entre す y そ; y el 46.º en el poema iroha, entre も y す. En la tabla a la derecha, que sigue el orden gojūon (por columnas, y de derecha a izquierda), se encuentra en la tercera columna (さ行, "columna SA") y la cuarta fila (え段, "fila E").
Tanto せ como セ provienen del kanji 世.
Pueden llevar el acento dakuten: ぜ, ゼ.

## Romanización
Según los sistemas de romanización Hepburn, Kunrei-shiki y Nihon-shiki:
- せ, セ se romanizan como "se".
- ぜ, ゼ se romanizan como "ze".

## Escritura
| Escritura de せ | Escritura de セ |

El carácter せ se escribe con tres trazos:
1. Trazo horizontal.
2. Trazo vertical corto que corta al primer trazo y se curva hacia la izquierda.
3. Trazo vertical a la izquierda del segundo que corta al primer trazo y en la parte inferior del carácter gira a la derecha. Se parece a una L ligeramente curva.

El carácter セ se escribe con dos trazos:
1. Trazo horizontal aunque ligeramente ascendente que al final se tuerce hacia abajo a la izquierda formando ángulo.
2. Trazo en forma de una L ligeramente curva. è derivado de ヤ

## Otras representaciones
- Sistema Braille:
| ● ● －● |
- Alfabeto fonético: 「世界のセ」 ("el se de sekai", donde sekai significa mundo)
- Código Morse: ・－－－・

- Datos: Q40593
- Multimedia: せ / Q40593